# Fabio De Sanctis
Fabio De Sanctis, né à Rome le 7 février 1931, est un sculpteur italien, figure de l'art surréaliste de la deuxième moitié du XXe siècle.